# Maria Stadler
Maria Stadler, auch  Maria Stadler-Ebbinghaus (* 26. Mai 1905 in München; † 5. Dezember 1985) war eine deutsche Volksschauspielerin.

## Leben
Maria Stadler, über deren Ausbildung nichts bekannt ist, spielte an Bühnen in München, Würzburg, Köln und Bonn. In der Spielzeit 1925/26 wirkte sie am Stadttheater Würzburg in dem Schauspiel Das Apostelspiel von Max Mell mit.
Zur Spielzeit 1926/27 wurde sie an das Stadttheater Bonn engagiert. Sie debütierte dort im September 1926 als Cleopatra in George Bernard Shaws Schauspiel Caesar und Cleopatra, wo sie nicht nur „den Typ [der Rolle] traf“, sondern auch die „Eigenschaften dieser katzenartigen jungen Nilkönigin“ hatte. Im Oktober 1926 folgte die Rolle der Zofe Hanne, für die sie „vollauf das Kecke und die Eilfertigkeit des Mundes hatte“, in dem Lustspiel Der Schwarzkünstler von Emil Gött. In der Weihnachtsproduktion der Spielzeit 1926/27 Das tapfere Schneiderlein übernahm sie die Rolle der „kapriziösen“ und „schnippischen“ Königstochter. Ab Januar 1927 spielte sie die Knabenrolle des Wal[t]her Tell in Wilhelm Tell. Anschließend folgten in der Spielzeit 1926/27 u. a. die Rolle der Abigail in Ein Glas Wasser und die Rolle der Donna Mirabella in Der befreite Don Quichotte von Anatoli Lunatscharski. Im Juni 1927 übernahm sie die Rolle der Anna in der Bonner Erstaufführung des Zwei-Personen-Stücks Tageszeiten der Liebe von Dario Niccodemi. Im Juni 1927 gastierte sie außerdem am Stadttheater Würzburg in der Uraufführung des Dramas Das Kind von Max Dauthendey.
Für die Spielzeit 1927/28 erhielt sie am Stadttheater Bonn einen Vertrag für die Darstellung „jugendlicher Charaktere“. Zum Saisonbeginn 1927/28 verkörperte sie, „gerissen und altklug genug“, die Tochter Adelheid in Der Biberpelz. In der Spielzeit 1927/28 war sie anschließend auch in der Titelrolle des Schauspiels Das Käthchen von Heilbronn zu sehen. Ab Oktober 1927 war sie in der Dienerrolle des Lanzelot Gobbo in Der Kaufmann von Venedig zu sehen. Ab Oktober 1927 übernahm sie auch, an der Seite von Erwin Linder als Tichon, die Rolle der Warwára in Das Gewitter. Ab Dezember 1927 spielte sie die Rolle der Tochter Ada in Walter Hasenclevers Lustspiel Ein besserer Herr. Außerdem übernahm sie in dem Märchenspiel Zwerg Nase von Robert Bürkner die Hauptrolle des kleinen Jakob. Ab Dezember 1927 war sie auch das „fein gezeichnete giftig züngelnde“ Lieschen in einer Faust-Neuinszenierung. Im Februar 1928 übernahm sie die Titelrolle in der Inszenierung der Komödie Ingeborg von Curt Goetz. Anschließend spielte sie in der Spielzeit 1927/28 in der Komödie Der Rappelkopf von Carlo Goldoni die Rolle der „verschwenderischen“ Frau Dalancour, in der sie als „Teufelin ganz in ihrem Element war“. Im Juni 1928 folgte die Knabenrolle des nachmaligen Königs Eduard III. in Bertolt Brechts Schauspiel Leben Eduards des Zweiten von England. Die Bonner Zeitung wertete im Juni 1928 in ihrem Spielzeitrückblick Stadlers Leistungen als „viel verheißend“.
Für die Spielzeit 1928/29 wurde Stadler mit einem Vertrag als „1. jugendliche Charakterspielerin“ und für „Rollen nach Individualität“ am Stadttheater Bonn weiterverpflichtet. Zum Spielzeitbeginn 1928/29 übernahm sie im September 1928 die Rolle der „schwärmerischen“ Prinzessin Salm-Salm in Franz Werfels Schauspiel Juarez und Maximilian. Im März 1929 gab sie, „einfach meisterlich in Frechheit und Hemmungslosigkeit“, als Dienstmädchen Dworák die falsch aussagende Zeugin und ungetreue Geliebte im Einakter In Ewigkeit Amen von Anton Wildgans. Im April 1929 spielte sie, „wirbelnd grotesk“, den Puck in einer Neuinszenierung der Shakespeare-Komödie Ein Sommernachtstraum. Im Juni 1929 stand sie in der Titelrolle der Komödie Scampolo von Dario Niccodemi auf der Bühne.
Stadler gehörte auch in der Spielzeit 1929/30 weiterhin dem Bonner Stadttheater an. In der Spielzeit 1929/30 war sie u. a. wieder als Scampolo, als Köhlerkät[h]chen im Weihnachtsmärchen Prinzessin Huschewind, als Hete Fent in Cyankali und als Anny in Charleys Tante zu sehen. In der Spielzeit 1930/31 übernahm sie am Bonner Stadttheater u. a. die Rolle der Verkäuferin Irma in dem musikalischen Lustspiel Meine Schwester und ich von Ralph Benatzky und die Rolle der Kammerzofe Nelly in der Operette Die tolle Komteß von Walter Kollo. Im Juni 1931 verabschiedete sie sich mit der letztgenannten Rolle nach fünfjähriger Tätigkeit am Stadttheater auch von ihrem Bonner Publikum. Ab Januar 1932 war Stadler für drei Monate wieder am Bonner Stadttheater engagiert. Zur Spielzeit 1932/33 wurde Stadler wieder fest an das Stadttheater Bonn engagiert.
Zur Spielzeit 1936/37 wurde sie an das Rheinische Städtebundtheater Neuß engagiert. Sie spielte dort u. a. das Kammermädchen Maria in Was ihr wollt und die Ehefrau des Hausverwalters Krüger in dem Volksstück Krach im Hinterhaus von Maximilian Böttcher.
Nach dem Zweiten Weltkrieg gehörte sie dem Ensemble des Münchner Volkstheaters an.
Ihre ersten Filmrollen spielte sie bei der UFA. Dort wurde sie als Filmkomikerin in volkstümlichen Komödien und in Heimatfilmen eingesetzt. Diesem Genre blieb sie auch in zahlreichen Rollen in den Spielfilmen der Wirtschaftswunderzeit treu. In ihrem Leinwanddebüt Die Jugendsünde (1936) verkörperte sie „die etwas dümmliche, liebestolle“ Urschl, die Tochter des Erbschleichers Dusterer. In der Heimatkomödie IA in Oberbayern (1937) war sie, an der Seite von Beppo Brem, als „dummschlaue Magd“ Kuni zu sehen. Sie stand 1944 auf der Gottbegnadeten-Liste des Reichsministeriums für Volksaufklärung und Propaganda.
Ende der 1960er-Jahre spielte sie in einigen Filmen des sogenannten Neuen Deutschen Films mit, unter anderem in Jagdszenen aus Niederbayern unter der Regie von Peter Fleischmann. Auch in einigen Sexkomödien der damaligen Zeit wirkte sie, stets züchtig bekleidet, in kleinen Nebenrollen mit. Maria Stadler war auf den Typus der prägnanten Nebendarstellerin festgelegt. In ihren kurzen Auftritten, meistens als Magd, Haushälterin oder Nachbarin, blieb sie als Charakterdarstellerin in Erinnerung. In Meister Eder und sein Pumuckl spielte sie die Verkäuferin und Kundin Frau Steinhauser.
Bekanntheit erlangte Maria Stadler gegen Ende ihrer aktiven künstlerischen Laufbahn vor allem durch ihre Fernsehrollen. Sie übernahm dabei hauptsächlich wiederkehrende Episodenrollen und Gastrollen. Maria Stadler war auch als Sprecherin bei Hörspielen und Operettenaufnahmen des Bayerischen Rundfunks tätig.

## Filmografie (Auswahl)
- 1936: Die Jugendsünde
- 1937: IA in Oberbayern
- 1938: Die Pfingstorgel
- 1939: Drei wunderschöne Tage
- 1940: Das sündige Dorf
- 1940/41: Wetterleuchten um Barbara
- 1944: Die falsche Braut
- 1952: Der Weibertausch
- 1953: Die Junggesellenfalle
- 1956: Kleiner Mann – ganz groß
- 1956: IA in Oberbayern
- 1956: II-A in Berlin
- 1957: Zwei Bayern im Urwald
- 1957: Der Bauerndoktor von Bayrischzell
- 1958: Ich war ihm hörig
- 1959: Die Nackte und der Satan
- 1960: Schön ist die Liebe am Königssee
- 1962: Der verkaufte Großvater
- 1969: Pudelnackt in Oberbayern
- 1969–1971: Königlich Bayerisches Amtsgericht
- 1971: Hilfe, die Verwandten kommen
- 1972: Tatort: Münchner Kindl
- 1973: Tatort: Weißblaue Turnschuhe
- 1973: Der Bastian
- 1974: Münchner Geschichten
- 1975: Der Wittiber
- 1976: Sternsteinhof
- 1976: Inspektion Lauenstadt – Zwei Urlauber (Fernsehserie, eine Folge)
- 1976: Zwickelbach & Co.
- 1978: Ich will’s mir merken, Liebling (Fernsehspiel, Bühneninszenierung)
- 1978: Zwischengleis
- 1978: Der Alte – Zeugenaussagen
- 1979: Der Ruepp
- 1979: Die Überführung (Fernsehfilm)
- 1981: Die Rumplhanni
- 1981, 1985: Polizeiinspektion 1 (Fernsehserie, zwei Folgen)
- 1982: Meister Eder und sein Pumuckl (Fernsehserie)
- 1982: Tatort: Tod auf dem Rastplatz